# ألان برادشو
ألان برادشو (بالإنجليزية: Alan Bradshaw)‏ هو لاعب كرة قدم بريطاني، ولد في 14 سبتمبر 1941 في بلاكبرن في المملكة المتحدة. لعب مع بلاكبيرن روفرز وماكليسفيلد تاون ونادي كرو ألكساندرا.